# Micryletta
Micryletta es un género de anfibios anuros de la familia Microhylidae que se encuentra en el sur de China, la isla de Taiwán, Indochina, Sumatra y las Islas Andamán y Nicobar.

## Especies
Se reconocen las siguientes ocho especies:
- Micryletta aishani Das, Garg, Hamidy, Smith & Biju, 2019
- Micryletta dissimulans Suwannapoom, Nguyen, Pawangkhanant, Gorin, Chomdej, Che & Poyarkov, 2020
- Micryletta erythropoda (Tarkhnishvili, 1994)
- Micryletta inornata (Boulenger, 1890)
- Micryletta nigromaculata Poyarkov, Nguyen, Duong, Gorin & Yang, 2018
- Micryletta steinegeri (Boulenger, 1909)
- Micryletta sumatrana Munir, Hamidy, Matsui, Kusrini & Nishikawa, 2020
- Micryletta thongphaphumensis Cao, Suwannapoom, Kilunda, Wu & Che, 2024[2]